# مباريات الجوع
سلسلة مباريات الجوع (بالإنجليزية: The Hunger Games)‏ أو ثلاثية مباريات الجوع (بالإنجليزية: The Hunger Games trilogy)‏ أو سلسلة روايات مباريات الجوع هي ثلاثية روائية ديستوبية موجّهة للشباب للكاتبة الأمريكية سوزان كولنز. صدرت الثلاثية ما بين عامي 2008-2010 عن مؤسسة إستلاستيك، وحمل أوّل جزء منها عنوان: مباريات الجوع وتبعه رواية ألسنة اللهب ثم خُتِمت السلسلة بالطائر المقلد. ونتج عن الروايات الثلاثة أربعة أفلام سينمائية مُقتبسة من بطولة جينيفر لورنس، كانت حصة الطائر المقلّد فيلمين منها.
تدور أحداث الرواية في عالم خيالي في منطقة تُدعى بانيم، وهي دولة أُنشئت على أنقاض ما بقي من ما كان يُسمّى أمريكا الشمالية، بعد حدث غير معروف من أحداث نهاية العالم، حيث تشكّلت من ثلاث عشرة مقاطعة، تتوسّطها الكابيتول، وهي حاضرة متقدمة للغاية، استطاعت أن تبسط سيطرتها العسكرية والسياسية على عموم مقاطعات الدولة، وسخرتها ببشرها ومواردها الطبيعية في خدمة سكان الكابيتول.
تشكّل هذا النظام الاستبدادي بقوة السلاح من قبل الكابيتول، بعد عدد من الكوارث والحروب الأهلية، وقد فرضته الكابيتول عقابًا منها للمقاطعات التي ثارت ضدها، مُجبرةً كل مقاطعة من المقاطعات الاثنتي عشرة، في كل عام على تقديم فتى وفتاة تتراوح أعمارهم ما بين 12-18 عامًا، يُسمّى واحدهم مُجالدًا، ويتم اختيارهم عبر نظام القرعة للمشاركة في يوم يسمى بيوم الحصاد للانضمام في مسابقة قتال حتى الموت تُسمى مباريات الجوع، حيث تعمد سلطات الكابيتول على حبس المجالدين الأربع والعشرين في ميدان واسع ضمن حدث مُتلفز، يتقاتلون فيه حتى الموت، ويكون الفائز منهم آخر مُجالد يبقى على قيد الحياة. ويكافئ الفائز منهم بتكريم في الكابيتول، ويُمنح في مقاطعته منزلًا في منطقة خاصة مع امدادات بالطعام إضافة إلى معاش إلى آخر عمره. وقد وُضِعت مباريات الجوع بغرض الترفيه عن سكان الكابيتول، وتذكيرًا للمقاطعات الواقعة تحت سلطة الكابيتول بالتمرّد الفاشل الذي قاده أسلاف المُجالدين الحاليين، وإشارة دائمة من الكابيتول بعدم نسيانها للتمرّد الذي حدث سابقًا. تعيش راوية الثلاثية وبطلتها كاتنيس إيفردين في المقاطعة الثانية عشرة الواقعة في منطقة أبالاشيا، وتعدّ هذه المنطقة الأفقر في بانيم، حيث يموت فيها الناس من الجوع بانتظام.
حظيت السلسلة بمراجعات نقدية عديدة، كانت في معظمها إيجابية. وحسب استطلاع أجرته الإذاعة الوطنية العامة في أغسطس 2012، لاختيار كتب الشباب المفضلة لدى المشاركين، احتلت السلسلة المركز الثانية ضمن أفضل مائة رواية موجهة للمراهقين لتصبح خلف سلسلة هاري بوتر التي كانت تحتل المركز الأوّل، بعد أن غدت أوّل روايتين من السلسلة من أكثر الكتب مبيعًا حسب إحصائيات قائمة نيويورك تايمز لأكثر الكتب مبيعًا، فيما احتلت رواية الطائر المقلّد عند صدروها جميع قوائم الكتب الأكثر مبيعًا في الولايات المتحدة. وبحلول ربيع العام 2012، عند صدور أوّل فيلم من الثلاثية، كان قد بيع أكثر من 26 مليون نسخة من مختلف روايات السلسلة. وفي 17 أغسطس 2012، أعلنت شركة أمازون عن أن ثلاثية مباريات الجوع أصبحت الأفضل مبيعًا على منصتها، بعد أن حطّمت الرقم القياسي الذي كان بحوزة سلسلة هاري بوتر. وبحلول العام 2014، قُدّرت إجمالي مبيعات الثلاثية - في الولايات المتحدة وحدها - بأكثر من 65 مليون نسخة، بعد أن بيع من رواية مباريات الجوع أكثر من 28 مليون نسخة، إضافة إلى 19 مليون نسخة من ألسنة اللهب وأكثر من 18 مليون نسخة من الطائر المقلد. ومنذ إصدارها، تُرجمت الثلاثية إلى إحدى وخمسين لغة، وبيعت حقوق نشرها في ست وخمسين دولة ومنطقة. وكانت النسخة العربية من الثلاثية نُشِرت في الوطن العربي ما بين عامي 2010-2011 بترجمة سعيد حسنية، عن الدار العربية للعلوم ناشرون.
في 17 يونيو 2019، كشفت الروائية سوزان كولنز عن أنّها بصدد كتابة رواية مُلحقة بالثلاثية يكون بمثابة بادئة لمباريات الجوع، ستبدأ أحداثها قبل أربعة وستين سنة من أحداث مباريات الجوع، تحديدًا في صباح يوم حصاد الدورة العاشرة لمباريات الجوع. وعنونت الرواية باسم أغنية الطيور المغردة والثعابين التي أُعلِن بأنها ستصدر في 19 مايو 2020.

## الخلفيَّة العامة
تحدث ثلاثية ألعاب الجوع في عصر مستقبلي غير مُحدّد، في دولة بانيم التي أُنشئت على أنقاض ما بقي من ما كان يُسمّى أمريكا الشمالية، بعد حدث غير معروف من أحداث نهاية العالم، حيث تشكّلت من اثنتي عشرة مقاطعة (في الأصل ثلاث عشرة مقاطعة)، تتوسّطها الكابيتول الحاضرة الغنية الواقعة في جبال روكي، التي بسطت سيطرتها على جميع المقاطعات، وسخرتها ببشرها ومواردها الطبيعية في خدمة سكان الكابيتول.
تشكّل هذا النظام الاستبدادي الاستعبادي القاهر بقوة السلاح من قبل الكابيتول، بعد عدد من الكوارث، فترات الجفاف، العواصف، الحرائق وفيضانات بحرية ابتلعت مساحات واسعة من الأراضي الأمريكية، وحروب أهلية شرسة أتت على استقرار واقتصاد البلاد، حيث ظهرت الكابيتول - وقتئذ - تلك الحاضرة الموصوفة بالرائعة المتقدّمة علميَّا وتكنولوجيًّا، جالبة الأمن والسلام والرخاء لمواطنيها، على حساب أهالي المقاطعات المستعبدين منها الغارقين في المرض والجوع والعوز، وهو ما قادَ إلى تمرّد المقاطعات ضد الكابيتول، عُرِف باسم «الأيام المظلمة»، لينتهي بهزيمة المُتمردين في النهاية، إثر ذلك أُزيلت المقاطعة الثالثة عشرة من الوجود (أو هكذا كان يُفترض حسبما أعلنت الكابيتول). وقد فرضت الكابيتول بعدها قانونًا جزائيًا، عقابًا منها للمقاطعات المتبقية، سمته باسم معاهدة الخيانة لضمان السلام، نصّت على أن تقدّم كل مقاطعة من المقاطعات الاثنتي عشرة، في كل عام في موسم أصبح يُسمى موسم الحصاد، فتى وفتاة تتراوح أعمارهم ما بين 12-18 عامًا، يكونون بمثابة قربان أو جزية وعُرفوا لاحقًا باسم المجالدين، يتم اختيارهم عبر نظام القرعة للمشاركة في مباريات، تُسمى مباريات الجوع، حيث تعمد سلطات الكابيتول على حبس المجالدين الأربعة والعشرين في ميدان واسع أشبه بالمحمية ضمن حدث مُتلفز، يمكن أن يشمل صحراء حارقة وحتى أراض برية متجمدّة، يتقاتلون فيه حتى الموت، ويكون الفائز منهم آخر مُجالد يبقى على قيد الحياة. ويكافئ الفائز منهم بتكريم في الكابيتول ورحلة انتصار يجوب بها المقاطعات الانثتي عشرة، تُعرف باسم «جولة النصر»، ويُمنح في مقاطعته منزلًا واسعًا وكريمًا في منطقة خاصة بالمنتصرين تُسمّى «قرية المنتصرين» ويُمدّ بالطعام وتُجرى له الأموال إلى آخر عمره.
وُضِعت مباريات الجوع بغرض الترفيه عن سكان الكابيتول، وتذكيرًا للمقاطعات الواقعة تحت سلطة الكابيتول بالتمرّد الفاشل الذي قاده أسلاف المُجالدين الحاليين، وإشارة دائمة من الكابيتول بعدم نسيانها للتمرّد الذي حدث سابقًا وعدم ندمها في سحق التمرّد وإرساء هذا النظام المستبد ولا نسيانها لمن قاموا به أو من يتّصل بهم رغم مرور كل ذلك الوقت.
تعيش راوية الثلاثية وبطلتها كاتنيس إيفردين في المقاطعة الثانية عشرة الواقعة في منطقة أبالاشيا، وتعدّ هذه المنطقة الأفقر في بانيم، حيث يموت فيها الناس من الجوع بانتظام.

### بُنية الثلاثية
تحتوي كل رواية - ضمن الثلاثية مباريات الجوع - على سبع وعشرين فصلًا، بإجمالي تسعة فصول فرعية لكل واحد من الفصول الثلاثة الرئيسية. هذه البنية، التي سبق أن استخدمتها كولنز في سلسلتها سجلات أندرلاند، جاءت من خلفية الكتابة المسرحيَّة لكولنز. كانت كولنز قد ذكرت أنها «عرفت منذ البداية» أنها ستكتب ثلاثية، ووفق هذا التقسيم البنيوي، وكشفت أنها مرتاحة أكثر بالكتابة بهذه الطريقة، وأنها ترى كل فصل رئيسي بفصوله التسع جزءًا منفصلًا من القصة. وقد وُصِفت هذه الفصول ضمن المراجعات النقدية بأنها «فواصل فعلية».

### نشوء الفكرة والإلهام
قالت كولنز أنها استلهمت كتابة ثلاثية مباريات الجوع من عدد من المصادر التاريخية والمُعاصرة. المصدر التاريخي الذي أوحى إليها بالفكرة الرئيسية، تمثّل في قصة أسطورة ثيسيوس والمينوتور. ففي الميثولوجيا الإغريقية، كعقوبة على مقتل أندروغيوس نجل الملك مينوس، قام الأخير بإجبار أثينا على التضحية بسبعة فتيان وسبع فتيات يُرسلون إلى متاهة جزيرة كريت لمواجهة المينوتور حيث يقتلون على يده. بعد عقود، قرر ثيسيوس، ابن الملك الأثيني أيغيوس، وضع حد لإرهاب المينوتور ومينوس، لذا ألحَّ على والده للانضمام إلى المجموعة الثالثة من الضحايا الأربعة عشرة، حيث يقوم أثناء رحلته مع الفتية والفتيات بقتل المينوتور والعودة برفاقه من متاهة الوحش.
كانت هذه القصة من الأعمدة الرئيسية لبناء شخصية كاتنيس، بصفتها ثيسيوسًا مُستقبليَّة، وتذكر كولِنز: «حتى عندما كنت طفلة غير واعية، كنتُ أشعر بمدى همجيّة هذه العقوبة،» فقد أذهلتها فكرة إجبار أثينا على التضحية بأطفالها «لأنها كانت قاسية جدًا». كانت كريت تُرسل رسالة واضحة جدًّا: «ثوروا ضدّنا، وسنفعل ما هو أسوأ من قتلكم، سنقتل أطفالكم».
كذلك أضافت كولنز إن هناك العديد من أوجه الشبه بين الإمبراطورية الرومانية والأمة المُتخيَّلة لبانيم، واصفة مباريات الجوع بأنها «نسخة حديثة من المصارعة الرومانية، التي تستلزم حكومة مُستبدة تجبر الناس على القتال حتى الموت كترفيه شعبي». تُفسّر كولنز أيضًا أن اسم بانام أو بانيم جاء من العبارة اللاتينية (باللاتينية: Panem et Circenses)، أي بمعنى «الخبز والسيرك» وهي سياسة إلهاء استخدمها الأباطرة الرومان لاسترضاء الجماهير من خلال توفير الطعام والترفيه. وكان هذا مصدرها التاريخي الثاني، وباعتقادها: اجتمعت «ثلاثة عناصر أساسية لخلق لعبة جيدة: حكومة قوية بلا رحمة، أشخاص أُجبِروا على القتال حتى الموت، ودور اللعبة كمصدر للترفيه الشعبي».
بينما جاء مصدر الإلهام المُعاصر سحر الروائية ببرامج تلفزيون الواقع. حسب كولنز، هناك شبه بين مباريات الجوع وبرامج تلفزيون الواقع، لأن المباريات لم تكن مُجرّد تسلية ولكنّها كانت تذكيرًا للناس بمناطق تمرّدهم، على حدّ وصفها. تقول كولنز: «حينما كنت أُقلّب بين قنوات التلفزيون، شاهدت في إحدى القنوات أشخاصًا يتنافسون ضمن برنامج تلفزيون الواقع، ثم شاهدت في قناة أخرى تغطية لغزو العراق. هذه المشاهد المتتالية بين القناتين، كانت الحجر الأساس في نشوء فكرة الأمة الوحشية لبانيم»، مضيفة: «لقد تعبت (من المشاهد)، وبدأت خطوط القصة تتضح بهذه الطريقة المقلقة للغاية.»

## الشخصيات
- كاتنيس إيفردين[و] هي بطلة الرواية وراوية السلسلة. تبلغ من العمر 16 عامًا - وقت بدء الرواية الأولى - وهي شخصية تتصف بالهدوء والاستقلالية والقوة. لديها شعر أسود طويل، بشرة حنطيّة، وعيون رمادية، وهي سمة مميّزة اكتسبتها لكونها من أهالي منطقة مناجم الفحم في المقاطعة الثانية المعروفة باسم منطقة السيم.[يه][10] سُمّيت باسم كاتنيس[يو] نسبة لنبتة سهم الماء المائية. تعيش مع والدتها وشقيقتها الصغرى بريمروز[يز] الملقبة بـ«بريم».[يح] توفي والدها في انفجار منجم تعدين قبل سنوات، وهي الحادثة التي أثّرت بشدّة على والدتها التي أُصيبت بالاكتئاب الشديد، ممّا أجبر كاتنيس على أن تتولّى بنفسها مهام ربّ الأسرة وتصبح بمثابة الأم الراعية للعائلة، واكتسبت عددًا من المهارات باستمراها بالصيد لتأمين طعام لعائلتها، وهو أمر تعلمته من والدها الذي كان يأخذها معه في رحلات صيد في الغابة. حين اختيرت بريم (بواسطة نظام الحصاد السنوي العشوائي) لتكون مجالدة حتى الموت في دورة مباريات الجوع السنوية الرابعة والسبعين لتحارب مجموعة المجالدين الثلاث والعشرين الآخرين الذين يُختارون سنويًا في مباريات الجوع، تطوّعت كاتنيس لتحل محلها.
- بيتا ميلارك[يط] هو المجالد الذي مثّل المقاطعة الثانية عشرة في الدورة الرابعة والسبعين والخامسة والسبعين من مباريات الجوع. هو بنفس عمر كاتنيس، ذو بشرة فاتحة وشعر أشقر وعينين زرقاوين، وهو ما يُميز أهالي مركز المدينة في المقاطعة الثانية عشرة، وهم تجار من الطبقة الوسطى ويتمتّعون برخاء أكثر بقليل من عموم أهالي منطقة السيم. بيتا هو ابن خباز، وتتكوّن عائلته من شقيقين وأب هادئ وأم شديدة الانضباط. وقع بيتا في حب كاتنيس منذ أن رآها أول مرة خلال طفولتهما في المدرسة الابتدائية، وقد أعلن عن حبه لها في المقابلة التلفزيونية التعريفية بالمجالدين قبل بدء الدورة الرابعة والسبعين من مباريات الجوع.
- غايل هاوثورن[ك] هو فتى من أهالي منطقة السيم[يه] في المقاطعة الثانية عشرة. هو صديق كاتنيس المُقرّب، وهو أسنُّ منها بعامين. يشاركها مهارة الصيد. وهو ذو شعر أسود وبشرة حنطية وعينين رماديتين، وهي ذات سمات كاتنيس، ما جعله يبدو وكأنه شقيقها أو توأمها. غدا أفضل صديق لكاتنيس بعد أن تعارفا في الغابة أثناء الصيد. وبسبب بنيته العضلية ووسامته، لفت انتباه العديد من فتيات المقاطعة. يعيش غايل مع والدته هازال وثلاثة من إخوته الصغار، وغدا ربًّا لأسرته مثله مثل كاتنيس بعد وفاة والده في حادث التعدين نفسه الذي أدى إلى مقتل والد كاتنيس. ولكونهما من السيم حيث تتشابه ملامحهما، نُشِرت شائعة كونهما أبناء عمومة، للتغطية على علاقته بكاتنيس، وكي تبعد أية شكوك حول صدق العلاقة الغرامية التي تجمع كاتنيس مع بيتا. وعلى الرغم من أن الكابيتول أظهرت استحسانها لهذه الشائعة، إلا أن الشائعة سبّبت تدهورًا في العلاقة بين غايل وكاتنيس.
- بريمروز ("بريم") إيفردين[يز] هي الأخت الصغرى لكاتنيس. تبلغ من العمر 12 عامًا (وقت الدورة الرابعة والسبعين من مباريات الجوع). في موسم «حصاد» الدورة الرابعة والسبعين من مباريات الجوع، اختيرت - بواسطة القُرعة - لتكون المجالدة التي ستمثل المقاطعة الثانية عشرة، إلا أن كاتنيس تطوّعت لتحل محلها. قبل أن تتوجه كاتنيس إلى الكابيتول، بريم جعلت شقيقتها تعدها أن تحاول جاهدة بالفوز بمباريات وأن تعود سالمة. وكان لهذا الوعد الذي قطعته كاتنيس على نفسها فعل المرشد وسببًا في العديد من تصرفات كاتنيس خلال المباريات.
- هايمتش آبرناثي[كا] هو «رجلٌ بدين في أواسط العمر» مدمنٌ على الكحول، فاز بالدورة الخمسين من مباريات الجوع، وذلك قبل 24 عامًا من بدء أحداث الرواية الأولى.[11] كونه المنتصر الوحيد الحي من المقاطعة الثانية عشرة، فقد أُجبِر على إرشاد جميع مجالدي المقاطعة في كل دورة من الدورات الأربعة والعشرين للمباريات اللاحقة لدورته. وهو وإن بدأ - عند توليه أمر إرشادهما في الدورة الرابعة والسبعين من المباريات - بمعاملة بيتا وكاتنيس بازدراء، إلا أنّه مع الوقت أصبح أول الداعمين لهما.
- الرئيس كوريلانوس سنو[كب] هو الغريم الرئيسي المستبد في هذه السلسلة، حيث يحكم الكابيتول وعموم بانيم.[12]

## القصة

### مباريات الجوع

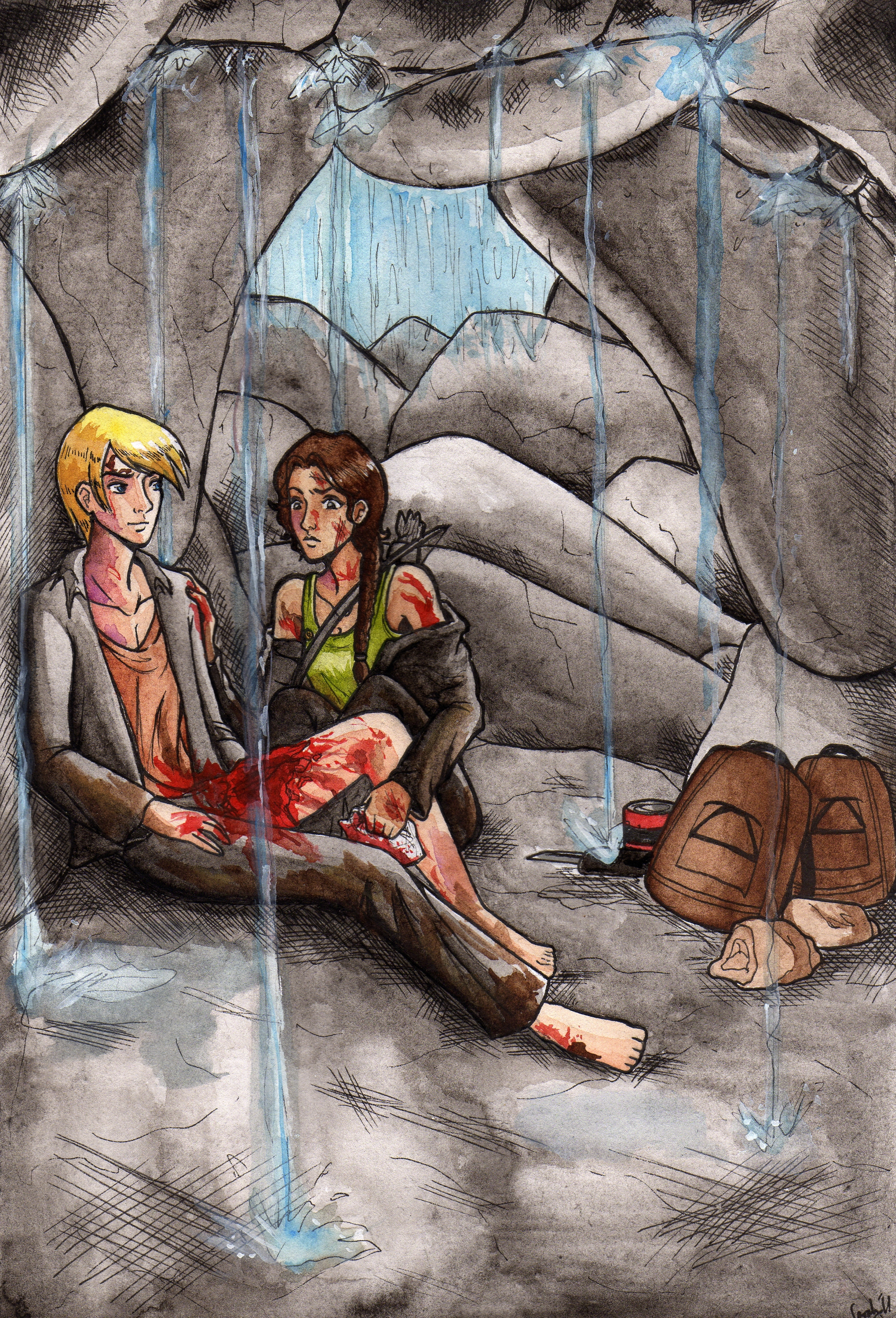
رسم تخيّلي لكاتنيس بمعيَّة بيتا أثناء اختباءهما في الكهف حيث كانت تعتني بهِ.

تُروى الرواية من قبل المُجالدة كاتنيس إيفردين، الفتاة البالغة من العمر ستة عشر عامًا، من أهالي المقاطعة الثانية عشرة، التي تطوّعت للمشاركة في الدورة الرابعة والسبعين من مباريات الجوع بدلًا عن شقيقتها بريمروز البالغة من العمر 12 عامًا، بينما وقع الاختيار على بيتا ميلارك مُجالدًا، وهو أحد زملاء كاتنيس الدراسيين في الطفولة. يقوم هايمتش آبرناثي، بمهمة توجيه المجالدَين بصفته عرّابًا لهما، وهو رجلٌ مخمور يعيشُ منعزلًا ووحيدًا، كان قد انتصر مُجالدًا قبل أربع وعشرين عامًا وهو الوحيد الباقي على قيد الحياة من المُجالدين الاثنين الذين فازا خلال السنوات الأربعة والسبعين الماضية عن المقاطعة الثانية عشرة.
أثناء التحضير لمباريات الجوع، يكشف بيتا أثناء لقاءه سيزار فليكرمان، عن حبّه لكاتنيس - وهي التي تكن بعض المشاعر غايل هاوثورن صديقها ورفيقها في الصيد في المقاطعة. هذا الاعتراف يذهل كاتنيس ويشعل موجة إثارة لدى الجماهير، ذلك أن كاتنيس وبيتا إن بقيا لوحدهما على قيد الحياة في المباراة، فيجب على أحدهما أن يقتل الآخر لتنتهي المبارة. إثر ذلك بدأ عرابهما هايميتش، بترويجهما بصفتهما حبيبَين يربطهما حُبّ مستحيل محكوم بالفشل، مُطالبًا إياهما بافتعال المشاعر تجاه بعضهما البعض، ليتسنى له أن يحصل على رعاة أثرياء ليقدموا الدعم لهما أثناء مباريات الجوع، ذلك أن الرعاة باستطاعتهم أن يرسلوا هدايا إلى المجالدين يُمكن لها أن تُنقذ حياة المُجالد وتغيّر موازين القوى خلال المبارة.
في ميدان المباريات تتحالف كاتنيس مع رو، الفتاة القادمة من المقاطعة الحادية عشرة التي تُذكرها بأختها الصغيرة. وحين تُقتل الفتاة، تقوم كاتنيس بإحاطة جسد رو بالزهور، في إشارة تحدي رمزية تعبّر عن رفض كاتنيس لموت رو ورفضها لهذه المباريات التي تديرها الكاتبيتول. يُصاحب تلك الأحداث، قيام اللجنة المُشرفة على المباريات بالإعلان عن تغيير قاعدة المباريات، حيث تسمح لأوّل مرة في تاريخ المباريات، لأي مجالد ومجالدة، بالفوز معًا كفريق واحد إن بقيا على قيد الحياة لوحدهما دون الآخرين، شرط أن يكونا من مقاطعة واحدة، وهو التغيير الذي يدفع بكاتنيس بالبحث عن بيتا، حيث تجده جريحًا، فتقوم بتمريضه إلى أن يتعافى.
في نهاية المطاف، يُقتل جميع المجالدين عدا كاتنيس وبيتا، وبينما كانا ينتظران أن يُعْلَن عن فوزهما معًا بالدورة الرابعة والسبعين من مباريات الجوع، يُعْلِن صُنّاع المباريات، إلغاء تغيير قاعدة المباريات ليدفعوا باتجاه خاتمة درامية، حيث سيجبرون كاتنيس وبيتا على أن يقتل واحدهما الآخر، إلا أن كاتنيس في تحدّ للكابيتول، تقنع بيتا أن يقوما بالانتحار معًا، بتناول ما لديهما من توت سام يُسمّى مصيدة الليل، وهو الأمر الذي سيؤدي إلى أن تنتهي المباريات دون أي منتصر، وهو الأمر الذي يُجبر صناع المباريات على التنازل بالوقت المناسب عن قرار إلغاء القاعدة المستحدثة للحفاظ على حياة المُجالدَين، معلنين عن فوز كاتنيس وبيتا بالمباريات.
مع أنهما استقبلا بصفتهما حبيبين استقبال الأبطال بعد انتهاء المباراة، إلا أن هايمتش نبّه كاتنيس أن الكابيتول غير راضية عن هذه النهاية، وأنهم قد يكونون بصدّد اتخاذ إجراء عقابي ضدها، لذلك السبيل الوحيد لابعاد خطر الكابيتول وتخفيف غضبهم هو أن تتظاهر بأنها اتخذت قرار الانتحار حبًا ببيتا، ودون قصد أو تحد مسبق للكابيتول. وبينما هما في قطار العودة إلى المقاطعة الثانية عشرة، يدرك بيتا أن تصرفات كاتنيس أثناء المباريات، وتودّدها له، وإظهارها حبّه أمام المشاهدين، لم تكن سوى خدعة منها، وهو ما يشعره بالغضب، رغم أن كاتنيس كانت قد بدأت - أثناء المباريات - بإبداء اهتمام حقيقي تجاه بيتا على الرغم من أنها لا تدرك ماهية مشاعرها تجاهه، وحين يصلان إلى مقاطعتهم بعد المبارة تكافح من أجل التوفيق بين ما تشعر به تجاه غايل وبين ما تكنه لبيتا.

### ألسنة اللهب
بعد فوز كل من كاتنيس إيفردين وبيتا ميلارك في الدورة الرابعة والسبعين لمباريات الجوع، عادا إلى وطنهما في المقاطعة الثانية عشرة. وبعد ستة أشهر، وقبل «جولة النصر» الخاصة بكاتنيس وبيتا، زار الرئيس كوريلانوس سنو كاتنيس، وأخبرها أنه يعلم بأنها لا تحب بيتا، وكشف لها أن ما قامت به من تحدّ للكابيتول في المباريات المنصرمة، أثناء بث المباريات عبر التلفزيون، ألهم سكان المقاطعات التمرّد، مطالبًا إياها بأن تثبت لسكان تلك المقاطعات وكل الدولة - أثناء جولة النصر التي سوف تقوم بها مع بيتا - بأن ما قامت به في أثناء المباريات، إنّما كان بدافع حبُّها لبيتا ودونًا عن إرادتها، ولم تكن تستقصد بتصرّفها تحدي الكابيتول، مُهدّدًا إياها بإعدام جميع أفراد أسرتها وكذلك قتل صديقها غايل هاوثورن، إن هي لم تعمل وفق ما يريد، ما جعلها تبدي موافقتها على طلباته، وما دفعها إلى أن تقترح فكرة الزواج من بيتا وهي الفكرة التي نالت إعجاب سنو.
بدأت المحطة الأولى في جولة النصر من المقاطعة الحادية عشرة، موطن رو حليفة كاتنيس في أثناء مباريات الجوع. لم تكن كاتنيس تنوي أن تتحدّث في تلك المقاطعة، بسبب حزنها الشديد على رو، إلا أن رؤيتها لعائلة الأخيرة، جعلها تلقي خطابًا مرتجلًا وواسعًا، أعربت فيه عن امتنانها للمجالدة القتيلة. هذا الأمر، دفع برجل مُسنٍ إلى أن يُحيي كاتنيس، بإشارة رمزية، اتّبعه إثرها جميع الحشد وقاموا بذات الإشارة؛ وهو ما عدَّ تحديًا منهم للكابيتول، وبسبب ذلك اندفعت قوات خاصة - نشرتها الكابيتول لغرض السيطرة على الوضع ويُطلق عليها قوات حفظ السلام - فاقتحمت الحشد وجرت الشيخ المسن وأعدمته على الفور، ما بث الرعب في قلب كاتنيس، التي اضطرت أن تكشف لبيتا عن تهديدات سنو لها. وعلى الرغم من أن بيتا كان يدرك أن حبّ كاتنيس له ليس سوى كذبة، إلّا أنّه بعد أن أُخطر بتهديدات سنو، وافق هو الآخر على مقترح كاتنيس ليُجنّب أهالي المقاطعة الثانية عشرة أي عقوبات محتملة من الكابيتول. وبناء على ذلك قرّرا أن يواصلا الجولة وفق النظام المرسوم لهما، في محاولة منهما لتهدئة الأوضاع في المقاطعات، إلّا أنهما فشلا في إخماد الوضع الذي بدأ بالتأجج. وعلى أمل استرضاء سنو، تقدّم بيتا بطلب الزواج من كاتنيس في الكابيتول، آخر محطة في الجولة، وقد أبدت كاتنيس موافقتها، إلّا أن سنو، أظهر لكاتنيس عدم رضاه على ما قامت به خلال الجولة، ما جعلها تدرك أن التمرّد في المقاطعات قد اتّسع نطاقه، حيث انتفضت المقاطعات واحدة تلو أخرى. وسرعان ما أصبح رسم دبوس الطائر المقلد - الذي تضعه كاتنيس - رمزًا للثورة الفتية المشتعلة.
بعد العودة إلى المقاطعة الثانية عشرة، وجدت كاتنيس أن قوات حفظ السلام الكابيتولية قد اجتاحت المنطقة، فارضة حكمًا أمنيًا قاس وشاملًا على المقاطعة. وحين حان موعد الحصاد السنوي حيث تقام المباريات، أعلنت الكابيتول عن أن الدورة الخامسة والسبعين لمباريات الجوع التي ستقام ستكون باسم المباريات الربعية أو الدورة الثالثة للربع القمعي، وهي الدورة التي تقوم كل خمس وعشرين سنة، وتحظى ببرامج خاصة من قبل الكابيتول بحيث تكون مختلفة عن سابقاتها، إحياء لذكرى انتصار الكابيتول وتذكيرًا بهزيمة المقاطعات. وقد أعلن الرئيس سنو أن الدورة ستكون بين المجالدين المُنتصرين - في المباريات السابقة - الباقين على قيد الحياة، وهو الأمر الذي أجبر كاتنيس وبيتا على العودة إلى المباريات، ما أدّى فعليًّا إلى إلغاء حفل زفافهما.
ما إن تبدأ الدورة الخامسة والسعبين، حتى بدأ الجميع - كالعادة - بعقد تحالفات آنية مع بعضهم البعض، وسرعان ما قُتِل جلُّ المجالدين بينما انقسم من بقي منهم إلى حلفين. ومن أجل قتل بقية المجالدين المتبقين في الحلف الآخر بعد استدراجهم إلى شاطئ الذي خُطط له أن يكون ساحة مُكهربة، يقوم حلف كاتنيس برسم خطة هدفت لتسخير طاقة البرق في السماء لتضرب الشاطئ، إلا أن الخطة تتعرّض للفشل أثناء تنفيذها، الأمر الذي يجعل كاتنيس تأخذ قرار تدمير الميدان برمي سهم ملتف بشريط معدني - يتصل بشجرة وسط الميدان خططوا أن تكون بمثابة مانع للصواعق - باتجاه حقل الطاقة في السماء، الأمر الذي أحدث عدة انفجارات ضخمة، دمّرت ميدان المباريات الصناعي، وإثرها فقدت كاتنيس وعيها. وحين تصحو، تكتشف بأنها كانت جزءًا من خطة - رعتها المقاطعة الثالثة عشرة - هدفت لإنقاذها بوصفها رمزًا حيًّا للثورة ضد الكابيتول، وأن جُزءًا كبيرًا مما حصل من عمليات قتل وتضحية وتحالفات في الميدان كان مُخطّطًا له مُسبقًا، إلا أن منفذي الخطة فشلوا في تهريب بيتا ومن بقي من حلف كاتنيس من الميدان الذين وقعوا أسرى في يد قوات الكابيتول. ثم يتم إخبار كاتنيس بأن المقاطعة الثانية عشرة أصبحت أثرًا بعد عين، بسبب موجة من قنابل القصف الجوي الكابيتولي التي مسحت المنطقة، وأنها ستنضم إلى عائلتها التي انتقلت إلى المقاطعة الثالثة عشرة مع من بقي من سكان المقاطعة الذين هربوا منها.

### الطائر المُقَلِّد
حين وصلت كاتنيس إيفردين إلى المقاطعة الثالثة عشرة، انتقلت هناك إلى منطقة شديدة التحصين في أعماق المقاطعة، حيث يقع مقر الثوار في بانيم، حيث التقت هناك بأفراد عائلتها ومُرشِدها إضافة إلى أصدقائها. لاحقًا وافقت لأن تكون «الطائر المُقلِّد» - رمز الثورة - بالتالي المشاركة في الحملات الموجهة لإسقاط الكابيتول، إلا أنها اشترطت لأجل ذلك أن يُمنح الحصانة لجميع مجالدي مباريات الجوع الواقعين في الأسر وعلى رأسهم صديقها بيتا ميلارك، كذلك طلبت أن يكون إعدام رئيس بانيم كوريلانوس سنو على يدها.
على الجانب الآخر، كان بيتا قد تعرّض للتعذيب من قبل الكابيتول بهدف تدمير معنويات كاتنيس، وكان للكابيتول ما أرادت، فاضطرت المقاطعة الثالثة عشرة أن تُرسل فرقة إنقاذ لتحريره رفقة المجالدين الآخرين من الأسر، وحين أُعيد اكتشفت كاتنيس بأن الأخير كان ضحية لعملية غسيل دماغ مُوجّهة ضدّها، هدفت إلى أن تجعل بيتا سلاحًا كابيتوليًا لقتلها، حيث بدأ يُشكّل خطرًا على حياتها، واضطرت القيادة في المقاطعة الثالثة عشرة أن تضعه تحت حراسة مُشدّدة مع محاولات لعلاجه لكي يستعيد ذاكرته.
كانت الثورة ضد الكابيتول قد أخذت موقعها من الأرض في جميع المقاطعات الاثنتي عشرة بعد أن أصبحت كاتنيس رمزها، ما سمح لقوات الثورة بالهجوم النهائي على الكابيتول. عُيّنت كاتنيس ضمن فرقة خاصة للتوغل داخل الكابيتول بهدف كسر معنويات الجيش هناك. في تلك الأثناء، انضم بيتا - رغم أنّه ما يزال يُشكّل خطرًا على حياة كاتنيس - إلى الفرقة بدفع من الرئيسة كوين. وهو الأمر الذي جعل كاتنيس تستيقين أن كوين تريد قتلها، بسبب ما تحظى به كاتنيس من قوة تأثير مُتزايد بين الثوار وما تُشكّله من رمزية لكل الثورة، وهو ما يعني تحجيم طموحات كوين.
دخلت الفرقة - إضافة إلى الثوار - في أَتُون حرب حضرية، قُتل فيها العديد من رفاق كاتنيس. ومع وصول كاتنيس إلى أعتاب قصر الرئيس سنو بهدف قتله، أسقطت طائرة عمودية تحمل شعار الكابيتول عدة قنابل على مجموعة من أطفال الكابيتول الذين كان الرئيس سنو قد أمر باستقبالهم في قصره. إثر ذلك القصف، تدفّق إلى منطقة الجرحى الأطفال مجموعة من مسعفي الثوار كان من بينهم بريم، لتقديم إسعافات وعلاجات أولية للأطفال المُصابين، وأثناء ذلك بدأت في نفس المنطقة موجة قصف ثانية - هي الأشدُّ فتكًا وقتلًا - من نفس الطائرات، وأدّت إلى قتل بريم وإصابة كاتنيس بحروق شديدة.
بينما كانت كاتنيس تتعافى من الحروق التي أصابتها والتعايش مع حقيقة مقتل أختها، عرّفت أن الثوار سيطروا على الكابيتول وأن الرئيس سنو غدا قيد الاعتقال وأنهم يرتبون إلى إعدامه علنًا. وحين تواجهت مع سنو لوحدهما في مقر اعتقاله، ادّعى الأخير أن كوين هي من قامت بتنظيم عملية التفجير التي استهدفت الأطفال قرب قصره. كانت كاتنيس تدرك أن غايل اقترح في غرفة القيادة في المقاطعة الثالثة عشرة تكتيكًا وحشيًا مُشابهًا. بذلك أصبحت كاتنيس مقتنعة أنه بدلًا من تأسيس جمهورية يحكمها ممثلون عن كل مقاطعة، تعتزم كوين أن تحل محل سنو وتحافظ على الوضع السياسي الراهن.
حين حان موعد إعدام سنو، عُيّنت كاتنيس لتقوم بعملية الإعدام، إلا أنّها عند لحظة تنفيذ الإعدام، وجّهت سهمها القاتل باتجاه الرئيس كوين، حيث قتلتها مباشرة، ثم حاولت كاتنيس الانتحار، لكن بيتا تدخل ومنعها من ذلك، ولم تمر ثوان حتى قُبض عليها من قبل الحرس. وقد فجّر مقتل كوين أعمال شغب، وعُثر على سنو ميتًا فيما بعد. واستلمت القائد بايلور زعيمة المقاطعة الثامنة مهام الرئاسة التي كانت تتولاها كوين.
بعد فترة، بُرِئت كاتنيس من جريمة القتل العمد بعد أن وُصِمت - إثر تقارير طبيَّة كاذبة - بالجنون. وأُرسلِت بعدها إلى منزلها في حي المنتصرين في المقاطعة الثانية عشرة، حيث التقت هناك بعد مدة ببيتا. وتحت إدارة بايلور، انتهى عصر مباريات الجوع التي ألغيت تمامًا، ودُمِّرت ميادين القتال وأُقيمت النصب التذكارية بدلًا عنها. وبعد حوالي العقدين من ذلك، وافقت كاتنيس وبيتا على أن يكون لهما أطفال، فأنجبت طفلين اثنين، فتى وفتاة، وغدت راضية نوعًا ما عن حياتها الجديدة وعائلتها، مع وجود ندوب نفسية تُعكّر صفو حياتها، خاصة تلك الأفكار التي تراودها في كل صباح حول اليوم الذي ستُجبر فيه على التحدث لأطفالها عن كوابيسها، مخاوفها، الحرب، المباريات وكيف تمكنت من البقاء على قيد الحياة، ومقابل استحضار تلك الأفكار، بدأت بعملية مقاومة تسذكر فيها كل الأفعال الخيّرة التي رأت أحدًا ما يقوم بها لتقاوم بها صباحاتها المعكرة. تبدو هذه العملية الشاقة وكأنها مباراة على حدِّ تعبير كاتنيس: «مثل مباريات مُتكرّرة. أشعر بعد مرور أكثر من عشرين عامًا بأنها مُتعبة بعض الشيء.» وتنتهي الثلاثية بتأمل كاتنيس القاسي: «سنضطر إلى خوض مباريات أكثر سوءًا بكثير».

## البادئة

### أغنية الطيور المغردة والثعابين
في 17 يونيو 2019، كشفت الروائية سوزان كولنز عن أنّها بصدد كتابة رواية مُلحقة بالثلاثية يكون بمثابة بادئة لمباريات الجوع، ستبدأ أحداثها قبل أربعة وستين سنة من أحداث مباريات الجوع، تحديدًا في صباح يوم حصاد الدورة العاشرة لمباريات الجوع. والرواية حملت مؤقتًا اسم رواية بانيم غير المعنونة، ثم اعتمدت لاحقًا اسم أغنية الطيور المغردة والثعابين للرواية التي أُعلِن بأنّها ستصدر في 19 مايو 2020.

## المواضيع

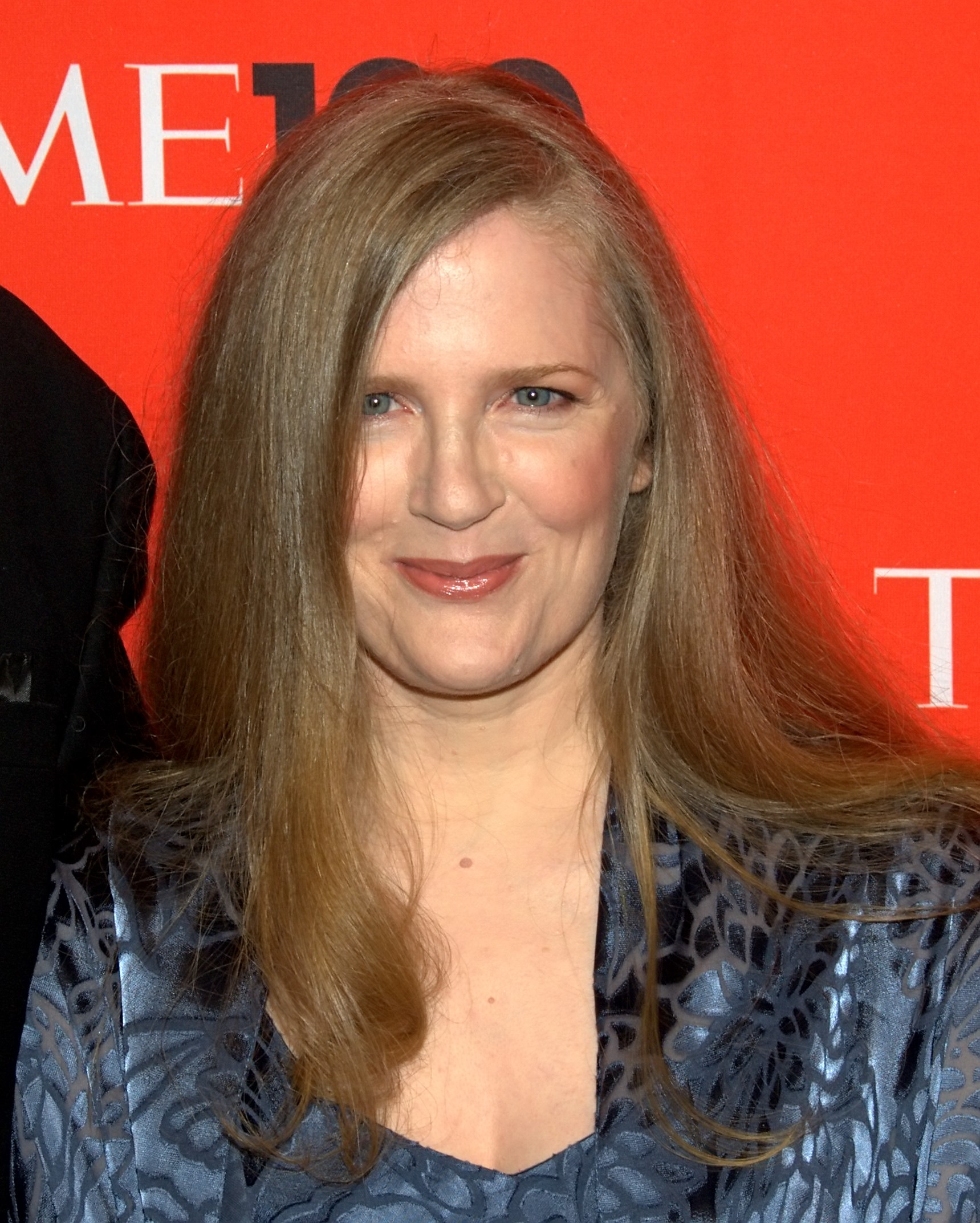
سوزان كولِنز، مؤلفة ثلاثية مباريات الجوع، في العام 2010

في مقابلة لها، أشارت كولِنز أن الثلاثية: «تتناول قضايا، من جملتها الفقر المدقع، الجوع، الاضطهاد، آثار الحرب.» وتسرد حكاية نضال شعب بانيم، وكفاحهم من أجل أن يحفاظوا على حياتهم في ظل ظروف معيشتهم القاسية في المقاطعات، وكذلك ضمن مباريات الجوع الموسمية التي يجب أن يشاركوا فيها. إن سياسة التجويع التي تُفرض على مواطني بانيم، وعوزهم المستمر إلى الموارد، إن كان داخل أو خارج ساحات المباريات على حدِّ السواء، تخلق جوًا من العجز لدى الشخصيات الرئيسية، التي تحاول في معركتها من أجل البقاء، أن تتغلّب عليه.
حاجة عائلة كاتنيس إلى الطعام، تجعل الأخيرة تبحث عنه في الغابات المُحيطة بالمقاطعة الثانية عشرة - رغم وجود قانون يحظر الدخول إلى هناك أو الصيد فيها - وبمرور الوقت، هذا الكسر الدائم لقوانين الكابيتول، وصيدها المستمر، يؤدي إلى أن تتطوّر لديها مهارات (مثل: استخدام القوس والأسهم) غدت مفيدة لها في مباريات الجوع، ويبث فيها روح التمرّد على قوانين الكابيتول في مواجهة الأحداث التي تهدّد حياتها. وحول موضوع التشابه ما بين المباريات مع الثقافة العامة (في القرن الحادي والعشرين)، كتب دارين فرانيش في مجلة إنترتينمنت ويكلي قائلًا، أن الكتاب: «عبارة عن هجاء مؤثر لبرامج تلفزيون الواقع»، وأن شخصية سينا «يبدو وكأنه متسابق ضمن نسخة فاشية من برنامج بروجيكت رانواي، يقوم باستخدام ملابس كاتنيس كوسيلة للتعبير عن أفكار من المحتمل أن تكون خَطِرة».

أحداث الثلاثية تظهر أن الخيارات التي تتخذها الشخصيات والإستراتيجيات التي يستخدمونها، غالبًا ما تكون مُعقّدة أخلاقيًا. وبدا أن المجالد يقوم بتشكيل شخصيته وفقًا لمتطلبات الجماهير الذين يتابعونه خلال المباريات. وفي المراجعة التي قدمتها مجلة أنصار صوت الشباب للثلاثية، فقد حدَّدت المضامين الرئيسية لمباريات الجوع بثلاثة عناوين هي: «طغيان الحكومة، الأخ الأكبر والاستقلال الشخصي.» بدورها، ربطت مؤسسة إستلاستيك التي نشرت الثلاثية، بين ثلاثية مباريات الجوع وعدد من مضامين مسرحيات شكسبير، وعلى رأسها قصة يوليوس قيصر، وأشارت إلى فكرة صعود وسقوط القوى. من جانبها رأت لورا ميلر من مجلة النيويوركر، أن المُقدّمة البنيوية التي عرضتها المؤلفة - مسابقة رياضية ضمن بروباغندا، تشمل عمليات «عقابية مُذلّة ومعذّبة» بسبب تمرّد فاشل قام به سكان المقاطعات ضد الكابيتول قبل عقود عديدة - هي فرضية غير مُقنعة. «لا يمكنك أن تُفسد أخلاق أي إنسان وتجرّده من مشاعره الإنسانية، بمجرد أن تحوّله من إنسان عادي بسيط إلى شخصية شهيرة، وتعليمه كيف يمكن له أن يتشكّل ليصبح شخصية تجذب جماهيرًا غفيرة.» وكانت القصة ستكون أكثر إقناعًا، لو أنّها كانت تناقش مواضيع من قبيل التقلبات في المدرسة الثانوية، «التجربة الاجتماعية للمراهقين»، على حدِّ قول ميلر، التي كتبت:
| مباريات الجوع | القوانين تعسفية وغير مفهومة، وهي عرضة لأن تغيّر فجأة. ويسود تسلسل هرمي اجتماعي وحشي، حيث ينال الأثرياء، حسنو المظهر، والرياضيون مزايا أكثر من الآخرين. ولكي تحافظ على بقاءك على قيد الحياة، يجب أن تكون وهميًا. على ما يبدو، لا يدرك البالغون مدى خطورة هذا النظام، الذي يسيطر على الحياة، بل وقد يقضي عليها بالكامل. بينما يتصرّفون بشكل وكأنه مجرد "مرحلة" عابرة من العمر! كل من يلاقيك، يبدأ بتفحّص زيّك أو رفاقك، ويكون مهوسًا لمعرفة إذا ما كان لديك علاقة جنسية أو تتعاطى المخدرات أو تنال علاوات جيّدة بما فيه الكفاية، بينما لا أحد منهم يهتم ليعرف من تكون حقًا وما هي مشاعرك تجاه مختلف الأشياء. | مباريات الجوع |

من جانبها، رأت كاتي روبي من صحيفة نيويورك تايمز، أن: «الثلاثية تميل إلى استخدام الأشياء التي تتعلّق بنا ضدنا.» في حين أشار بوب مينزهايمر في مجلة يو إس إيه توداي، إلى أن خاتمة الثلاثية تحتوي على التفاؤل: «ينبع الأمل من اليأس. حتى في قادم المدن الفاسدة، هناك مستقبل أفضل»، كتبت نانسي نايت في صحيفة بالتيمور صن عكس ذلك قائلة أن الثلاثية وإن: «انتهت بخاتمة سعيدة ظاهريًا، لكن الآثار المُفجعة للحرب والخسارة ليست مغطاة بالسُّكّر» وهو ما سيشجع القرآء على التفكير بآثار الحرب على المجتمع على حدّ تعبيرها. وتناقش الثلاثية بصفة عامة موضوعًا رئيسيًا آخرًا، هو التأثير الإعلامي الطاغي للثقافة الشعبية على حساب مشاعر المجتمع ورغباته وآرائه. وكانت الأخلاق، الطاعة، الحب والقانون، من جملة المضامين التي تطرّقت إليها الثلاثية.
وفي قراءة أخرى، رأى دونالد براك من صحيفة واشنطن تايمز، والقس آندي لانجفورد، بأن جذور القصة تتفرّع من مضامين مسيحية، مثل الإيثار بالنفس، الذي تمثّل في حادثة تطوّع كاتنيس بدلًا عن أختها الصغرى بريم، وهي الفكرة المستوحاة من عقيدة الخلاص، التي تنص على أن يسوع قدّم نفسه بصفته كفارة بديلة، للتكفير عن ذنوب الآخرين. وجد كل من براك، بالإضافة إلى ناقد آخر، يُدعى آمي سيمبسون، أن القصة تدور حول موضوع الأمل، والذي يتجلى في: «صلاح بريمروز - شقيقة كاتنيس - غير القابل للفساد.» كما يشير سيمبسون إلى أحداث مشابهة لآلام المسيح في المباريات، و«تصوير المسيح» في شكل بيتا ميلارك، خاصة حين قام بتحذير كاتنيس وحثّها على الفرار لكي تحافظ على حياتها بينما يتلقّى هو طعنة مميتة بدلًا عنها، فيظل مدفونًا في الأرض ولاحقًا مختبئًا في كهف طيلة ثلاثة أيام، قبل أن يعود للتشافي ويبعث إلى الحياة من جديد. علاوة على ذلك، يشير سيمبسون إلى أن عقيدة خبز الحياة كذلك استُخدِمت في مباريات الجوع؛ وظهر ذلك حين أعطى بيتا رغيف خبز لكاتنيس، به أنقذ الفتاة وعائلتها من الجوع.